# Kjeld Rahbæk Møller
Kjeld Rahbæk Møller (25. marts 1938 i Nakskov – 7. april 2010) var en dansk fysiker og politiker, der var medlem af Folketinget, valgt for Socialistisk Folkeparti i Søndre Storkreds fra 1979 til 1998.
Møller blev uddannet mag.scient. i fysik fra Københavns Universitet i 1964 og studerede også ved Moskvas Universitet og California Institute of Technology. Fra 1970 til 1999 var han lektor ved Danmarks Ingeniørakademi, der senere blev til Danmarks Tekniske Universitet. Fra 1998 til 1999 var han direktør for Universitets Innovation. 
Hans politiske karriere begyndte i 1974, da han blev medlem af SF's hovedbestyrelse. Han blev opstillet til Folketinget første gang i Nørrebrokredsen i 1977, men opnåede først valg som kandidat i Rådhuskredsen i 1979. Fra 1986 var han opstillet i Sundbykredsen og i Amagerkredsen fra 1990. Han var medlem af Folketinget fra 23. oktober 1979 til 10. marts 1998 og var blandt andet formand for Forskningsudvalget fra 1986. 